# Oriol Romeu
Oriol Romeu Vidal (Ulldecona, 1991. szeptember 24. –) spanyol korosztályos válogatott labdarúgó, középpályás. A La Ligában szereplő FC Barcelona játékosa.

## Klubkarrier

### Ifjúsági pályafutás
2004-ben került a Barcelona akadémiájára, a városi rivális Espanyol akadémiájáról. Végigjárta a szamárlétrát, majd 2010-ben bemutatkozhatott a tartalékcsapatban, a Barcelona B-ben

### Barcelona B
2009-ben már láthattuk a "nagy" Barcelonában játszani is a Kazma Sporting Club Kuvait csapata ellen rendezett barátságos mérkőzésen. Ő is elutazhatott a csapattal az Abu-Dzabiban megrendezett 2009-es FIFA-klubvilágbajnokságra. Romeu tétmeccsen 2010 augusztusában mutatkozott be. A Sevilla elleni Spanyol Szuperkupa-döntő első mérkőzését (3-1-es vereség) végigjátszhatta. A kezdőbe a válogatott játékosok pihentetése miatt férhetett be.
A spanyol bajnokságban 2011. május 15-én léphetett először és eddig utoljára pályára. A Deportivo ellen 0-0-ra végződött összecsapáson 10 percet kapott. A klub másik ifistáját Jonathan dos Santost válthatta. A meccs előtti szerdán a Levante UD ellen bebiztosították a bajnoki címet,és nemsokára a Manchester United FC elleni BL-döntő várt rájuk.

### Chelsea
Érdeklődött érte a Stoke City FC is, de 2011. augusztus 4-én bejelentették, hogy a Chelseahez szerződik. 5 millió euróért váltott klubot és 4 évre szóló kontraktust írt alá. Új csapatában a 6-os mezszámot kapta,mint Magasföldi József Thibaut Courtois-szal együtt érkezett Londonba,aki a belga KRC Genk csapatától érkezett,és egyből kölcsönadták a spanyol Atlético de Madrid-hoz.
Romeu ekkor éppen az U20-as világkupán szerepelt.Részben Michael Essien pótlására szerződtették,mert a ghánai labdarúgó fél évre megsérült.Megegyeztek, hogy a Barcelona visszavásárlási opcióval élhet. Eszerint, hogyha szükségük van rá 2012-ben 10 millió eurót, illetve 2013-ban 15 millió euróért visszavásárolhatják a játékost. 2011 decemberében a Chelsea kiadott egy nyilatkozatot Romeu-val kapcsolatban, mely szerint a Barcelona csak elővásárlási joggal rendelkezik. Ez azt jelenti, hogy csak olyan esetben vásárolhatja vissza a játékost, ha a Chelsea is hozzájárul ehhez.

#### A Sunderland elleni meccs
Romeu hivatalos debütálására a Chelseaben 2011. szeptember 10-én kerülhetett sor. A Sunderland ellen 2-1-re megnyert bajnoki mérkőzésen a 79. percben léphetett pályára.

#### Azóta
A kezdőcsapatban először szeptember 21-én a Fulham ellen 0-0-ra végződött, majd tizenegyesekkel megnyert Ligakupa-meccsen kapott helyet. 
Első BL meccsét a Genk csapata ellen játszhatta. A kezdőcsapatban kapott helyet az 5-0-s győzelemmel befejeződött hazai összecsapáson.-
Az első teljes Premier League bajnokiját 2011. november 26-án, a Wolverhampton elleni, 3-0-ra megnyert hazai mérkőzésen játszhatta. A következő körben is megőrizte pozícióját a kezdőcsapatban. A ˙Newcastle elleni idegenbeli összecsapás szintén 3-0-s győzelemmel ért véget. Decemberben sorozatban 12 meccsen játszott. Február és március nagy részén apró sérülésekkel küzdött. A 2011-12-es szezonban eddig 1 gólt szerzett.

### Visszatérés a Barcelonába
2023. július 19-én visszatért nevelőklubjához a katalán sztárcsapathoz.
Augusztus 13-án debütált másodszor a klub színeiben, a Getafe otthonában.
Szeptember 16-án a Real Betis elleni 5–0-ás győztes bajnokin az első találatnál, João Félix-nek asszisztot készített elő. A következő héten pályára lépett a Bajnokok Ligájában, a belga Antwerpen elleni 5–0-ra megnyert mérkőzésen.

## Válogatott
Miután bemutatkozott 2009-ben a Barcelonában, támasza lett az U19-es, illetve az U20 válogatottnak. Fontos alappillére volt a 2010-es U19-es Európa-bajnokságra kijutó gárdának. Az U19-es vb döntőjében ő volt a meccs embere Franciaország ellen. A spanyol olimpiai csapatban 2012-ben 2 chelsea-s klubtársával, Juan Mata-ával és César Azpilicueta társaságában, de már a negyeddöntőben kiestek.

## Klubstatisztikák
(2012. július 7-i állapot)
| Klub             | Szezon           | Bajnokság | Bajnokság | Bajnokság  | Kupa     | Kupa  | Kupa       | Európa   | Európa | Európa     | Egyéb    | Egyéb | Egyéb      | Összesen | Összesen | Összesen   |
| Klub             | Szezon           | Mérkőzés  | Gólok     | Gólpasszok | Mérkőzés | Gólok | Gólpasszok | Mérkőzés | Gólok  | Gólpasszok | Mérkőzés | Gólok | Gólpasszok | Mérkőzés | Gólok    | Gólpasszok |
| ---------------- | ---------------- | --------- | --------- | ---------- | -------- | ----- | ---------- | -------- | ------ | ---------- | -------- | ----- | ---------- | -------- | -------- | ---------- |
| FC Barcelona B   | 2010–11          | 17        | 1         | 5          | 0        | 0     | 0          | —        | —      | —          | —        | —     | —          | 17       | 1        | 5          |
| FC Barcelona B   | Összesen         | 17        | 1         | 5          | 0        | 0     | 0          | 0        | 0      | 0          | 0        | 0     | 0          | 17       | 1        | 5          |
| FC Barcelona     | 2010–11          | 1         | 0         | 0          | 0        | 0     | 0          | —        | —      | —          | 1        | 0     | 0          | 2        | 0        | 0          |
| FC Barcelona     | Összesen         | 1         | 0         | 0          | 0        | 0     | 0          | 0        | 0      | 0          | 1        | 0     | 0          | 2        | 0        | 0          |
| Chelsea FC       | 2011–12          | 16        | 0         | 0          | 5        | 0     | 0          | 3        | 0      | 0          | —        | —     | —          | 24       | 0        | 0          |
| Chelsea FC       | Összesen         | 16        | 0         | 0          | 5        | 0     | 0          | 3        | 0      | 0          | 0        | 0     | 0          | 24       | 0        | 0          |
| Karrier összesen | Karrier összesen | 34        | 1         | 1          | 5        | 0     | 0          | 3        | 0      | 0          | 1        | 0     | 0          | 43       | 1        | 1          |